# Carex pisiformis
Carex pisiformis är en halvgräsart som beskrevs av Francis M.B. Boott. Carex pisiformis ingår i släktet starrar, och familjen halvgräs.

## Underarter
Arten delas in i följande underarter:
- C. p. iwakiana
- C. p. aureobrunnea
- C. p. elongatula
- C. p. fulva
- C. p. longiuscula
- C. p. pineticola
- C. p. pisiformis
- C. p. sikokiana